# NGC 3295B
NGC 3295B في الفهرس العام الجديد، هي مجرة، تقع في كوكبة . اكتشفت بواسطة فرانسيس بريسيرفد ليفنوورث.

## روابط خارجية
- NGC 3295B على موقع ويكي سكاي: DSS2, SDSS, GALEX, IRAS, Hydrogen α, X-Ray, Astrophoto, Sky Map, Articles and images